# Ferrovia Cagliari-Isili
La ferrovia Cagliari-Isili è una linea ferroviaria a scartamento ridotto della Sardegna, gestita dall'ARST.
Realizzata negli anni ottanta dell'Ottocento, fu con la ferrovia Monti-Tempio la prima linea pubblica a scartamento ridotto aperta all'esercizio in Sardegna. Nata per collegare i centri del Sarcidano, della Trexenta, del Parteòlla e dell'area a nord-est di Cagliari con il capoluogo sardo, è dal 1997 l'unica ferrovia della rete a 950 mm della Sardegna meridionale attiva per il trasporto pubblico. Dal 2008, in seguito all'apertura della linea 1 della Rete tranviaria di Cagliari, l'esercizio ferroviario sulla linea è limitato al tronco Monserrato-Isili.

## Storia
La ferrovia venne costruita dalle Strade Ferrate Secondarie della Sardegna e aperta al traffico il 15 febbraio 1888: questa linea, lunga in origine circa 82 km, era il primo tronco del collegamento ferroviario che dalla stazione di viale Bonaria a Cagliari, attraversando il Parteòlla, la Trexenta ed il Sarcidano, avrebbe poi portato a Sorgono ed Arbatax.
Il proseguimento dei binari verso Sorgono fu ultimato nel 1889; inoltre in quegli stessi anni iniziarono i lavori per la linea, che, diramandosi da Mandas, avrebbe attraversato l'Ogliastra giungendo al porto di Arbatax. I lavori per questa linea procedettero 
partendo dai due capolinea, e i due tronconi si congiunsero nel 1894, completando la rete delle SFSS.

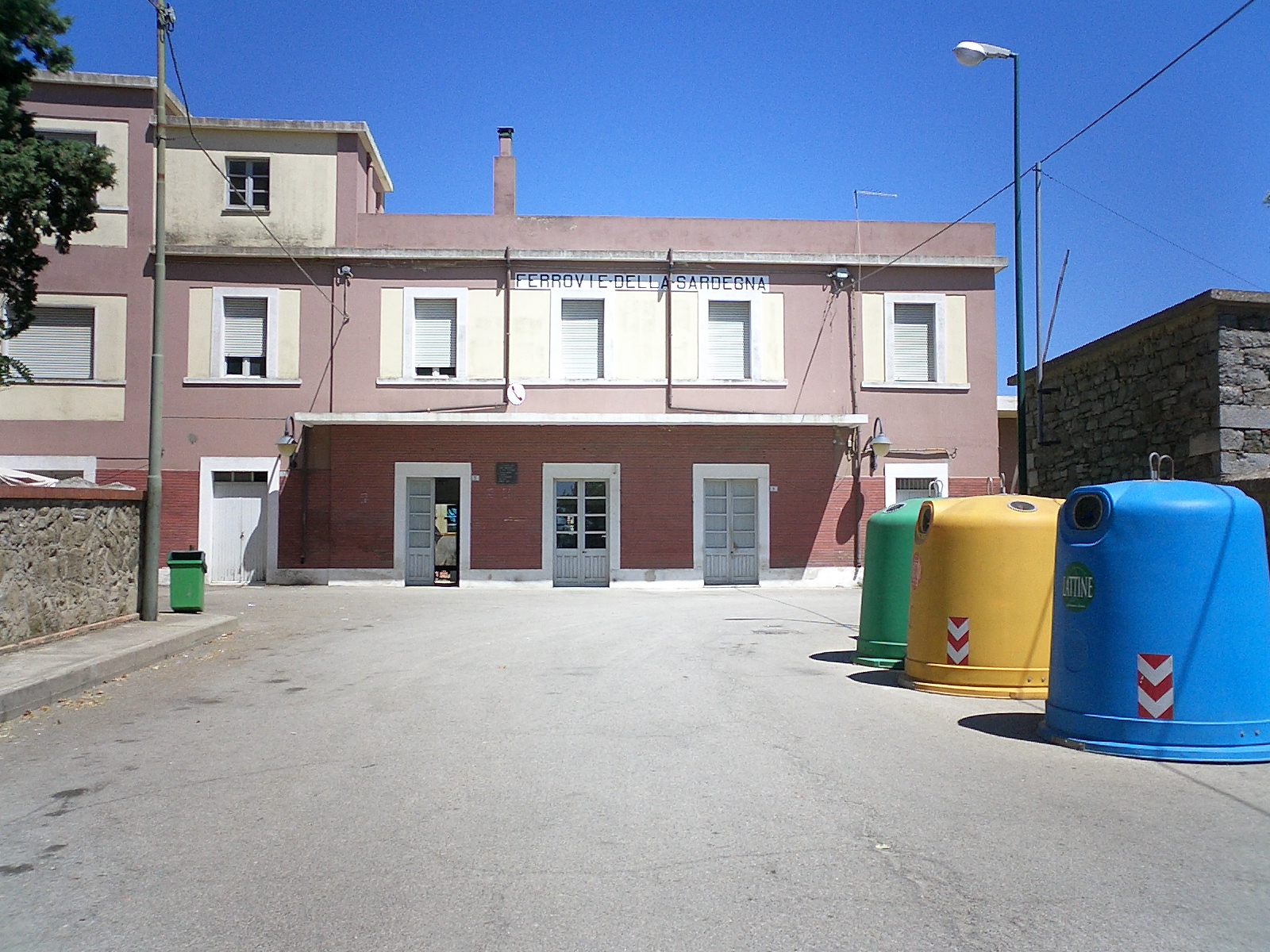
La stazione ferroviaria di Mandas, a poca distanza dalla quale si dirama la linea per Arbatax, ospitò lo scrittore inglese David Herbert Lawrence durante il suo viaggio in Sardegna.

Nel 1921 la gestione della linea passò alle Ferrovie Complementari della Sardegna, e quello stesso anno lo scrittore inglese David Herbert Lawrence pubblicò Mare e Sardegna, libro in cui dedicò parecchie pagine alla narrazione del suo viaggio di pochi mesi prima lungo questa ferrovia.
(David H. Lawrence, Mare e Sardegna, 1921)
Durante la seconda guerra mondiale la ferrovia si rivelò una via di salvezza fondamentale per migliaia di cagliaritani, che specie nei giorni dei bombardamenti alleati del 1943 presero letteralmente d'assalto i treni in partenza dal capoluogo per rifugiarsi all'interno dell'isola. La stessa stazione di viale Bonaria fu danneggiata dagli ordigni. Tornata la pace, la ferrovia nel dopoguerra fu interessata da una serie di interventi piuttosto importanti; in particolare vennero realizzate 18 varianti, lunghe complessivamente quasi 10 km, oltre a una totale sostituzione dell'armamento e ad altri interventi di potenziamento.

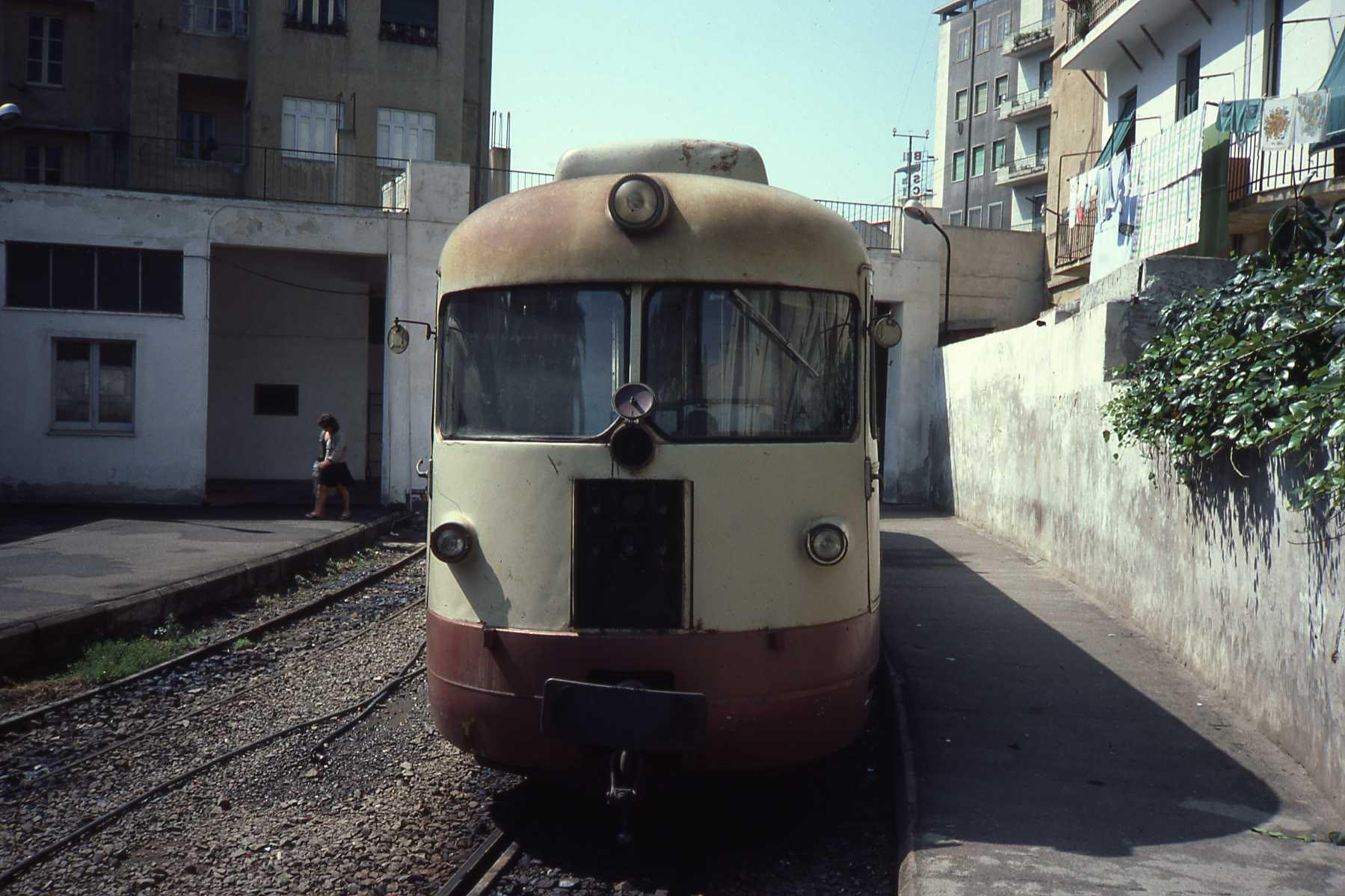
Una automotrice diesel elettrica ADe delle FCS all'interno della stazione di Cagliari Piazza Repubblica negli anni ottanta Lo scalo sostituì l'originario capolinea cagliaritano di viale Bonaria nel 1968.

La linea ottenne tra la fine degli anni cinquanta e l'inizio degli anni sessanta anche nuovo materiale a trazione diesel (ancora in uso negli anni 2010), sia automotrici che locomotori, e prenderà nel segmento da Cagliari a Isili una connotazione sempre più di linea per il traffico pendolare.
Negli anni sessanta si diede il via allo spostamento del capolinea cagliaritano, decisione presa per motivi di urbanistica. Così il 1º dicembre 1968 lo storico capolinea cagliaritano compreso tra viale Diaz e viale Bonaria chiuse i battenti, e i treni passeggeri si attestarono nella nuova stazione di piazza Repubblica, mentre le rimesse e le officine vennero spostate nell'allora frazione di Monserrato. La stazione di viale Bonaria fu poi demolita negli anni settanta per lasciare spazio a degli edifici bancari. I lavori di spostamento del capolinea ebbero come effetto collaterale anche quello di perdere l'importante collegamento ferroviario tra la stazione di viale Bonaria ed il porto di Cagliari (raggiunto anche dai binari FS della vicina stazione di piazza Matteotti): per questo motivo contestualmente allo spostamento della stazione terminale fu progettata una linea di collegamento tra la stazione di Monserrato e la rete FS nella periferia ovest del capoluogo, per preservare l'interscambio tra le due reti ferroviarie. Tuttavia i lavori della linea Monserrato-San Paolo, benché avviati, non furono mai completati.
Nel 1989 le FCS si fusero con le Strade Ferrate Sarde, dando vita alle Ferrovie della Sardegna (dal 2008 ARST Gestione FdS), che nel 1997 chiusero al trasporto pubblico la diramazione per Arbatax e la linea da Isili a Sorgono, destinandole esclusivamente al servizio turistico Trenino Verde.

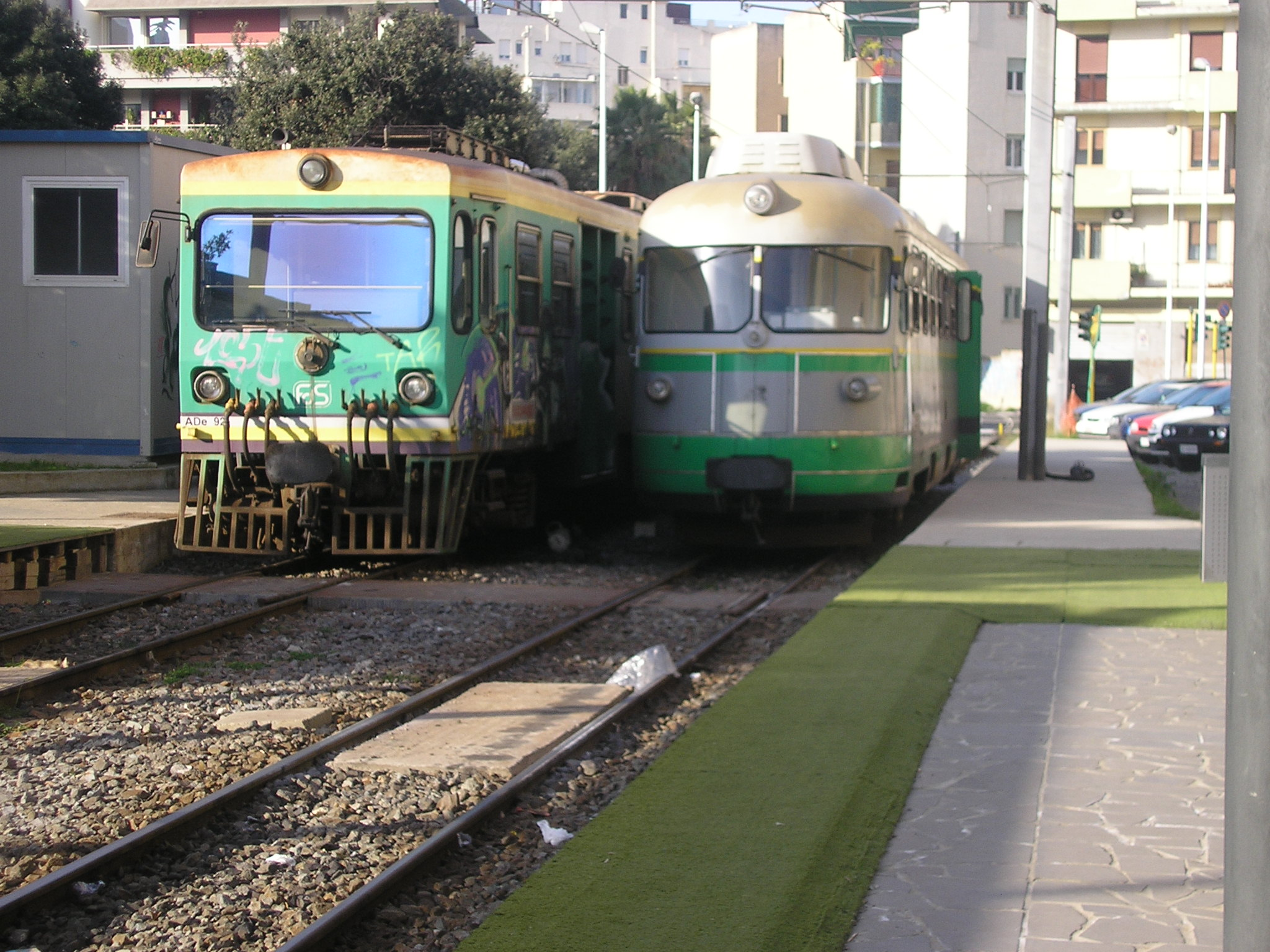
Due automotrici FdS in sosta nell'allora capolinea di Cagliari Largo Gennari. Dal 2008 i treni a scartamento ridotto non raggiungono più il capoluogo sardo.

Sempre a metà degli anni novanta vari interventi furono effettuati sul tracciato, con parecchie rettifiche di curve e nuove varianti costruite per permettere ai treni maggiori velocità di percorrenza, fatto che portò la lunghezza del tracciato da Cagliari a Isili a 77 km. Inoltre nel percorso urbano tra gli scali di Cagliari Piazza Repubblica e Monserrato veniva istituito un servizio ferroviario metropolitano, che portò inoltre alla costruzione di nuove fermate intermedie lungo questa tratta.
Su questa strada nei primi anni del nuovo millennio le FdS diedero il via al progetto della Rete tranviaria di Cagliari, basato in parte sulla riconversione a linea tranviaria con standard da metrotranvia del tracciato tra la stazione di Monserrato e quella di Cagliari-piazza Repubblica. I lavori, che riguardarono la costruzione del nuovo terminal della tranvia al posto della stazione ferroviaria di piazza Repubblica, portarono allo spostamento del capolinea cagliaritano alla stazione di Largo Gennari nel 2004. La mattina del 17 marzo 2008 i treni FdS hanno raggiunto per l'ultima volta il capoluogo regionale; poche ore più tardi, infatti, l'inaugurazione della tranvia sanciva la chiusura al traffico ferroviario della Cagliari Piazza Repubblica-San Gottardo (poco più di 6 km), divenuta la linea 1 della tranvia cagliaritana. Il capolinea ferroviario è stato quindi spostato a Monserrato nella fermata San Gottardo, sita a pochi metri dalla stazione ferroviaria e punto di interscambio fra treni e tram. Nel 2010 la gestione della linea passò all'ARST, in seguito alla fusione di quest'ultima con l'ARST Gestione FdS.
Dall'aprile 2015 i primi chilometri della ferrovia sono utilizzati anche dalla tranvia di Cagliari, i cui tram si alternano nella percorrenza della linea ai treni. A tal scopo il tratto tra San Gottardo e la stazione di Settimo San Pietro è stato attrezzato con una linea aerea di contatto per l'alimentazione elettrica dei tram.

## Caratteristiche
La Cagliari-Isili dal 2008, anno di chiusura all'esercizio ferroviario di poco più di 6 km tra Cagliari e Monserrato (destinati all'esclusivo utilizzo tranviario), è attiva in ambito ferroviario tra gli scali capolinea di San Gottardo e Isili. Tra questi due impianti la linea si estende per circa 71 km, interamente a binario unico a scartamento da 950 mm, elettrificati tra San Gottardo e Settimo San Pietro, sebbene a beneficio dei soli veicoli tramviari della Rete tranviaria di Cagliari.

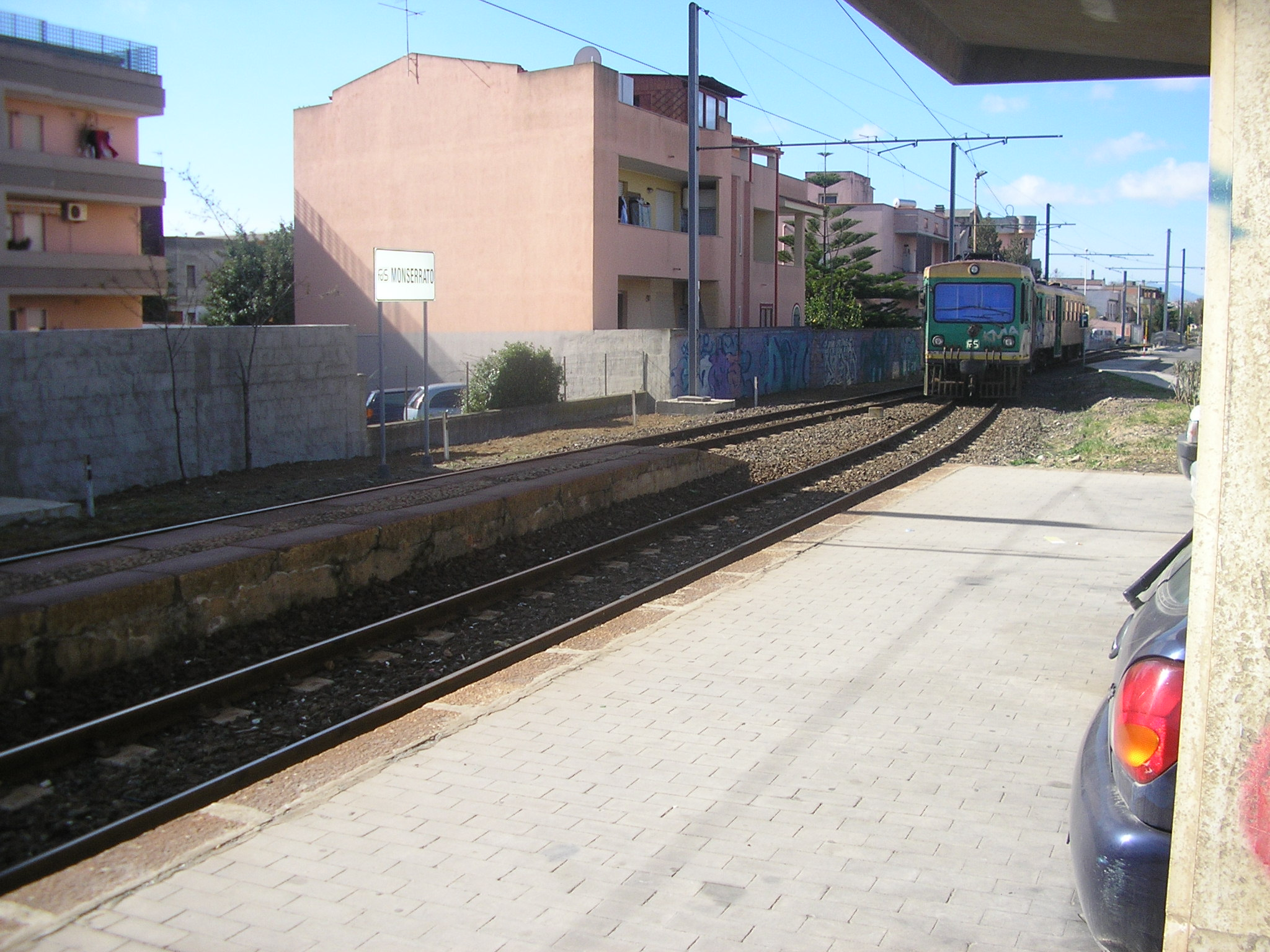
Treno composto da due ADe serie 90 in arrivo alla stazione di Monserrato, punto più basso della ferrovia dopo il 2008

Il tracciato tra Monserrato (quota altimetrica minima della linea a 14 m s.l.m.) e Isili, interessato nel corso dei decenni a varie opere di rettifica, si sviluppa per circa metà dell'estensione in rettilineo (il 51% del percorso), attraversando le campagne ai confini dell'hinterland cagliaritano con una costante ascesa verso Soleminis, in cui si raggiungono quote attorno ai 200 m s.l.m. Superato questo centro, l'altimetria nei successivi centri del Parteòlla prima e della Trexenta poi scende in maniera sensibile, ma costante, sino ai dintorni della ex fermata di Onigu (quote attorno ai 116 m s.l.m.). Da qui inizia la costante salita verso Isili, nel corso della quale si raggiunge, nei pressi della fermata di Serri, il culmine della ferrovia a quota 574 m. s.l.m.. Complessivamente circa il 40% della linea si sviluppa su dislivelli altimetrici superiori al 10‰, con punte massime del 30‰ di ascesa in varie sezioni tra Suelli e Serri.
Per quanto concerne i binari, la linea tra il 2010 e il 2011 è stata sottoposta a interventi di potenziamento dell'armamento. Da allora i binari impiegano per tutta l'estensione della ferrovia rotaie Vignoles da 36 kg/m, montate su traverse biblocco in cemento.

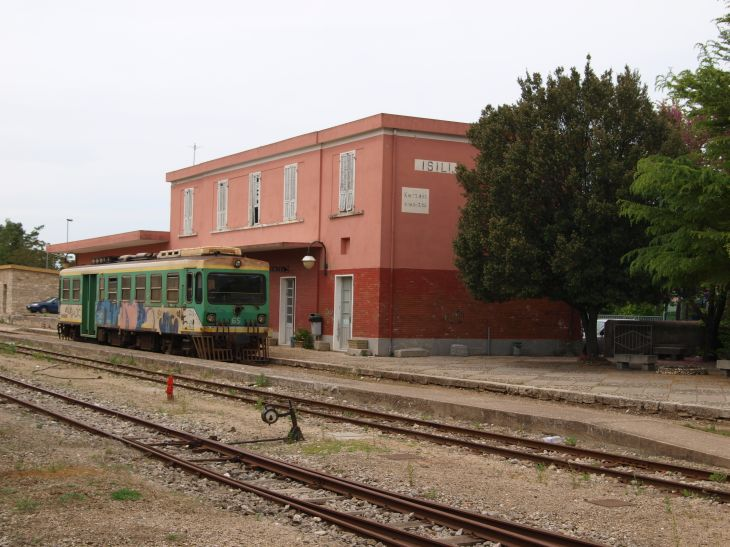
La stazione di Isili, capolinea settentrionale della ferrovia

La gestione del movimento al 2013 è affidata a dirigenti movimento locali ed è basata sul distanziamento temporale dei treni. Lungolinea è possibile effettuare gli incroci fra treni negli impianti di Monserrato, Settimo San Pietro, Dolianova, Donori, Senorbì, Gesico, Mandas e nel capolinea di Isili. Le altre fermate (compresa quella capolinea di San Gottardo) sono invece dotate del solo binario di corsa.

### In cifre
- Lunghezza: 71+115 km[28] in totale tra Monserrato e Isili. A questi vanno aggiunti i 270 m tra la stazione di Monserrato e la fermata di San Gottardo (avente progressiva chilometrica negativa[29]). Il tratto riconvertito a tranvia nel 2008 tra la stazione di Cagliari Piazza Repubblica e la stazione di Monserrato misura 6421 m[30]. Il dismesso tratto tra le stazioni cagliaritane di Piazza Repubblica e Viale Bonaria misurava invece 1165 m[9].
- Pendenza massima:30‰[22][25]
- Raggio minimo di curvatura: 100 m[23]
- Velocità massima: 90 km/h[23]

### Percorso
| Unknown route-map component "exKDSTa" |

| Unknown route-map component "exmABZg+l" + Unknown route-map component "uexnSTR+l" | Unknown route-map component "uexCONTfq" |  |

| Unknown route-map component "exSTR" + Unknown route-map component "uexnSTR" | Unknown route-map component "exKBHFa" |  |

| Unused straight waterway + Unknown route-map component "exKRWl" + Unknown route-map component "uexnSTR" | Unknown route-map component "exKRWg+r" |  |

| Unknown route-map component "uexABZgl" | Unknown route-map component "exmCRS" | Unknown route-map component "uexCONTfq" |

| Unused urban continuation forward | Unknown route-map component "umKBHFxa" |  |

| 1+165 |
| 0+000 |

| Unknown route-map component "uemHST" |

| Urban station on track |

| Urban stop on track |

| Urban stop on track |

| Urban stop on track |

| Urban stop on track |

| Unknown route-map component "uexCONTgq" | Unknown route-map component "ueKRZ" | Unknown route-map component "uexCONTfq" |

| Unknown route-map component "uemBHF" |

| Urban stop on track |

| Unknown route-map component "uemHST" |

| Urban stop on track |

|  | Unknown route-map component "uABZgl" | Unknown route-map component "uSTR+r" |

|  | Unknown route-map component "ABZmg+l" + Unknown route-map component "unSTR+l" | Unknown route-map component "ABZmg+r" + Unknown route-map component "unSTR+r" |

|  | Straight track + Unknown route-map component "unSTR" | Unknown route-map component "mSWBHF" + Unknown route-map component "unKSTRe" |

| 6,30  |
| 0-270 |

|  | Straight track + Unknown route-map component "unSTR" | Unknown route-map component "uCONTf" |

| Straight track + Unknown route-map component "unKSTRe" + Unknown route-map component "unKSTRa" + Unknown route-map component "lDST" |

| 6+421 |
| 0+000 |

|  | Unknown route-map component "ABZg+l" + Unknown route-map component "unSTR" | Unknown route-map component "ENDEeq" |

| Straight track + Unknown route-map component "unSTR" + Unknown route-map component "ulHST" |

| Straight track + Unknown route-map component "unSTR" + Unknown route-map component "lhSTRaeq" |

| Straight track + Unknown route-map component "unKSTRe" + Unknown route-map component "unKSTRa" + Unknown route-map component "exlHST" |

| Unknown route-map component "exBS2c2" | Unknown route-map component "eSHI2gr" + Unknown route-map component "unSTR" |  |

| Unknown route-map component "exBS2c1" | Unknown route-map component "eSHI2g+r" + Unknown route-map component "unSTR" |  |

| Station on track + Unknown route-map component "unKSTRe" + Unknown route-map component "ulHST" |

| Unknown route-map component "exBS2c2" | Unknown route-map component "eSHI2gr" |  |

| Unknown route-map component "exBS2c1" | Unknown route-map component "eSHI2g+r" |  |

| Unknown route-map component "HSTeBHF" |

| Stop on track |

| Station on track |

| Unknown route-map component "exSTR+l" | Unknown route-map component "eABZgr" |  |

| Unknown route-map component "exHST" | Straight track |  |

| Unknown route-map component "exSTRl" | Unknown route-map component "eABZg+r" |  |

| Station on track |

| Unknown route-map component "eHST" |

| Unknown route-map component "eHST" |

| Unknown route-map component "hKRZWae" |

| Unknown route-map component "HSTeBHF" |

|  | Unknown route-map component "eSHI2gl" | Unknown route-map component "exBS2c3" |

|  | Unknown route-map component "eSHI2g+l" | Unknown route-map component "exBS2c4" |

| Station on track |

| Stop on track |

| Unknown route-map component "HSTeBHF" |

| Unknown route-map component "eHST" |

| Station on track |

| Station on track |

| Unknown route-map component "CONTgq" | Unknown route-map component "ABZgr" |  |

| Unknown route-map component "HSTeBHF" |

| Station on track |

| Continuation forward |

L'originario capolinea cagliaritano di viale Bonaria nel 1958, in occasione dell'inaugurazione delle prime automotrici ADe

In origine la ferrovia aveva inizio dal viale Bonaria a Cagliari laddove era presente la maggiore stazione della linea, quella di Cagliari, sede inoltre delle principali strutture di ricovero e manutenzione dell'intera linea, collegata nel periodo di attività tramite la vecchia rete tranviaria cagliaritana al porto commerciale, raggiunto all'epoca anche dai binari provenienti dalla stazione FS di piazza Matteotti. Nei primi chilometri la linea si snodava nella parte centro-orientale del capoluogo sardo, transitando tra le altre in piazza Repubblica, la cui omonima stazione fu il capolinea della ferrovia a partire dal 1968. Dopo la fermata di via Puccini la linea raggiunge il largo Gennari, in cui nel 2004 fu attivata una stazione che da quell'anno fu il terminal cagliaritano della ferrovia sino alla destinazione della porzione cagliaritana della stessa a tranvia nel marzo 2008. Nel tratto seguente, che si snoda nei pressi dello stagno di Molentargius sono presenti alcune fermate intermedie, realizzate principalmente per il servizio ferroviario metropolitano degli anni novanta e successivamente ad esse la stazione di Cagliari-Pirri, in origine il primo scalo intermedio della ferrovia.

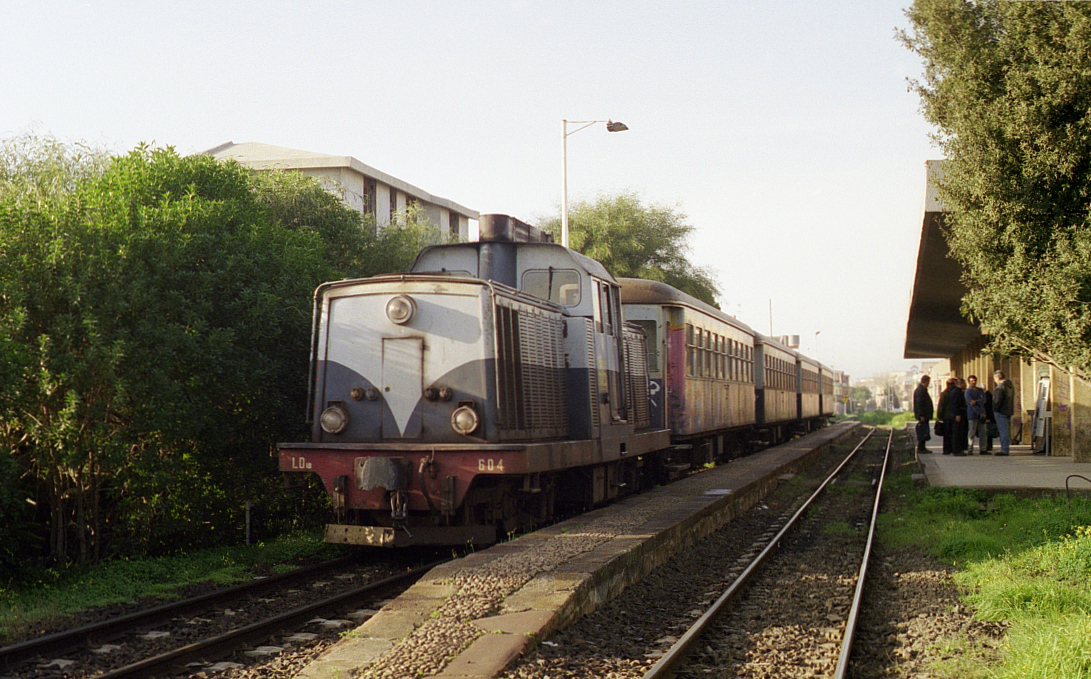
L'interno della stazione di Monserrato, nella quale ha sede la direzione d'esercizio della ferrovia

Da qui la ferrovia entra nel comune di Monserrato e dopo la fermata del Redentore il tracciato arriva nel tratto ancora abilitato all'esercizio ferroviario nella stazione di Monserrato, a sua volta collegata con il vicino scalo di San Gottardo, dal 2008 capolinea della Cagliari-Isili e punto di interscambio con la tranvia cagliaritana. Dalla stazione di Monserrato, dal 1968 sede delle officine e dei depositi aziendali nonché della direzione d'esercizio, la linea attraversa la dismessa fermata di Selargius raggiungendo Settimo San Pietro, la cui stazione è capolinea anche della linea 2 della tranvia cagliaritana, i cui mezzi si servono di questa porzione di ferrovia (rettificata negli anni cinquanta e nei novanta) in alternanza con i treni.
L'andamento altimetrico della ferrovia continua a salire man mano che i binari si avvicinano al Parteòlla; con un percorso in parte in variante viene raggiunta la fermata di Soleminis ed in seguito quella di Dolianova, la quale precede l'omonima stazione. In questo tratto la linea si attesta su quote di poco inferiori ai 200 m s.l.m. e prosegue in discesa altimetrica verso nord-ovest, anche in questo caso con un tracciato rettificato nella seconda metà del Novecento (il quale ha isolato la fermata di Is Mizas comportandone la chiusura), raggiungendo Donori, dopo la cui stazione erano poste le dismesse fermate campestri di Piscanali e Onigu.

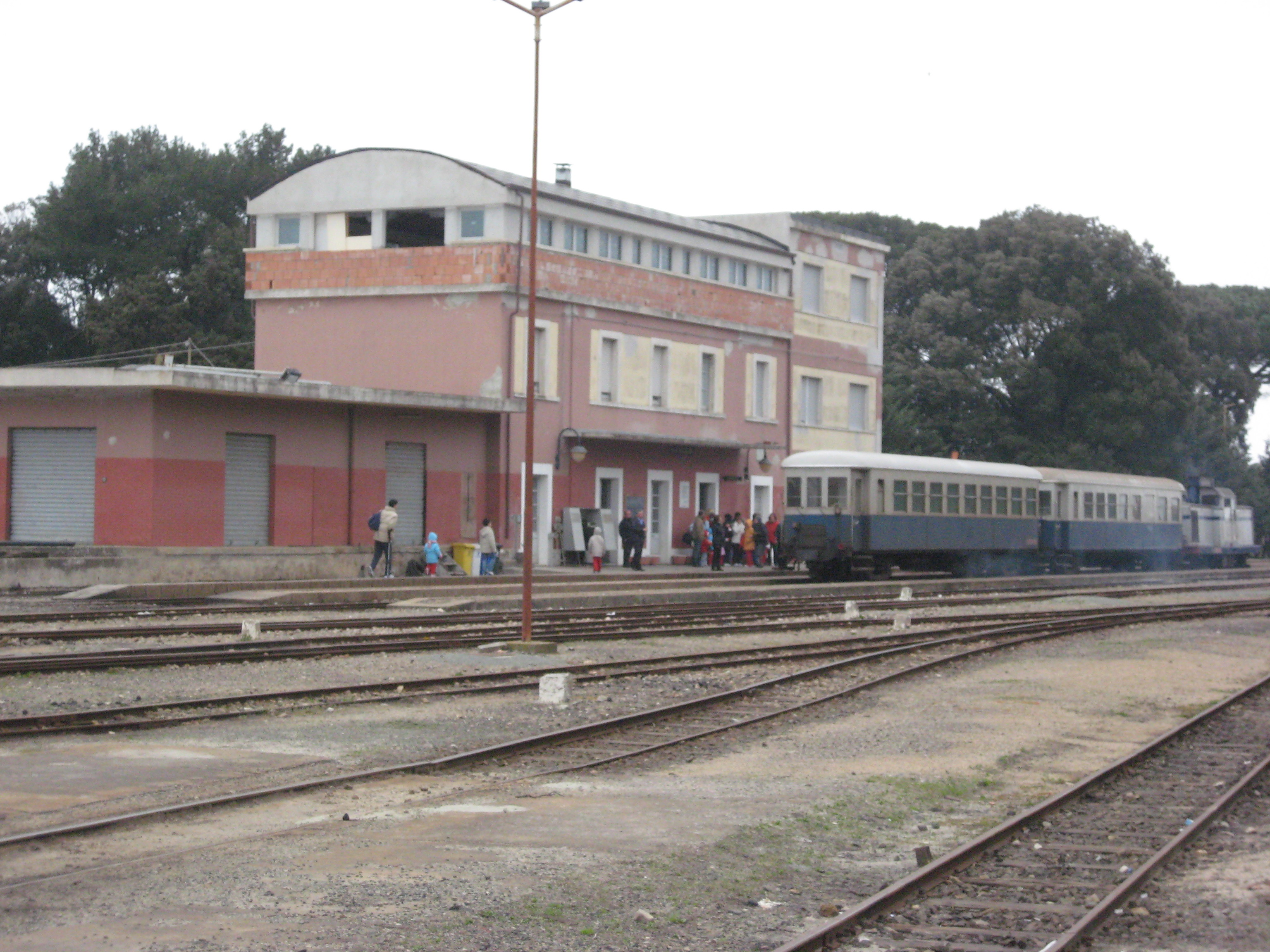
La stazione di Mandas, sede di depositi ferroviari

Lo scalo successivo raggiunto dai binari è la fermata di Barrali, da cui la linea riprende a salire di quota in direzione Senorbì, con un percorso in parte ridefinito da una variante realizzata negli anni novanta. Si è ormai in Trexenta e superate la stazione di Senorbì e l'omonima fermata che serve le scuole superiori del paese la linea, affrontando pendenze del 28‰ i binari proseguono verso la fermata di Suelli, a cui seguiva quella del Rifornitore Cerbu, che fu brevemente impiegata anche per il servizio viaggiatori nella prima metà del Novecento. L'ascesa verso la stazione di Gesico è altrettanto impegnativa, così come quella per la stazione di Mandas, posta a quasi 500 metri di quota.

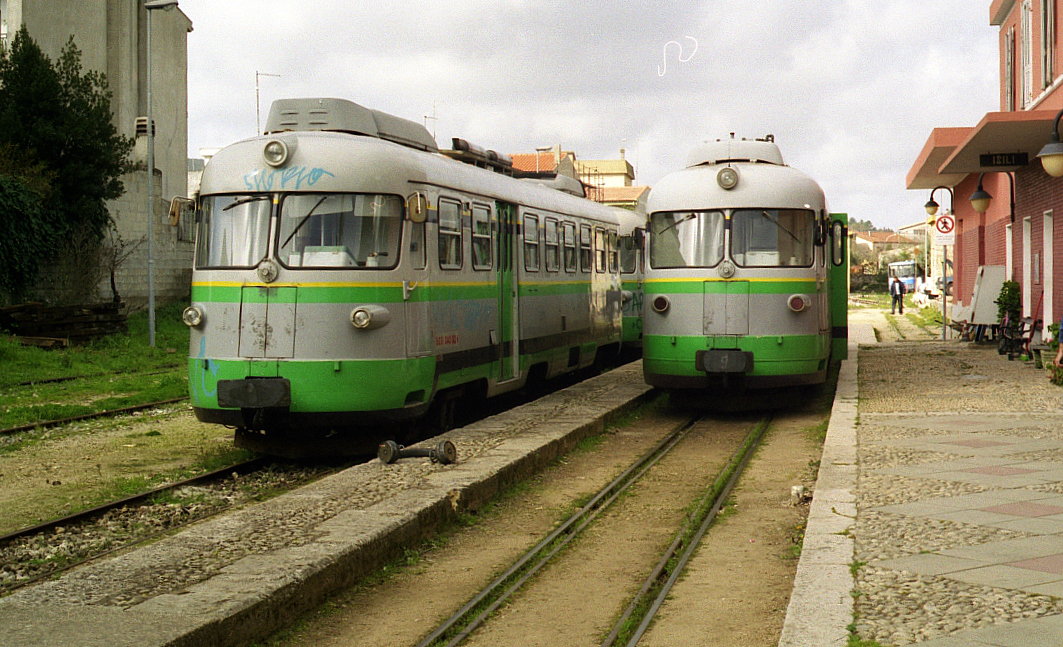
Il capolinea di Isili, da cui ha inoltre origine la linea turistica per Sorgono

Questo impianto, che ospita un deposito per il materiale rotabile, è anche la stazione capotronco per quanto riguarda le attività del Trenino Verde nel sud Sardegna, visto che dallo scalo hanno origine i treni turistici diretti verso la ferrovia Isili-Sorgono e verso la linea per Arbatax: quest'ultima si distacca dalla Cagliari-Isili poco più di un chilometro a nord della stazione mandarese. Dopo questo bivio ferroviario la linea prosegue nel suo tratto terminale verso il Sarcidano, raggiungendo il culmine a quota 574 m s.l.m. circa un chilometro prima della fermata di Serri da cui ha poi inizio una discesa verso Isili, nella cui stazione, sede anch'essa di una rimessa rotabili, ha termine la ferrovia.

## Traffico

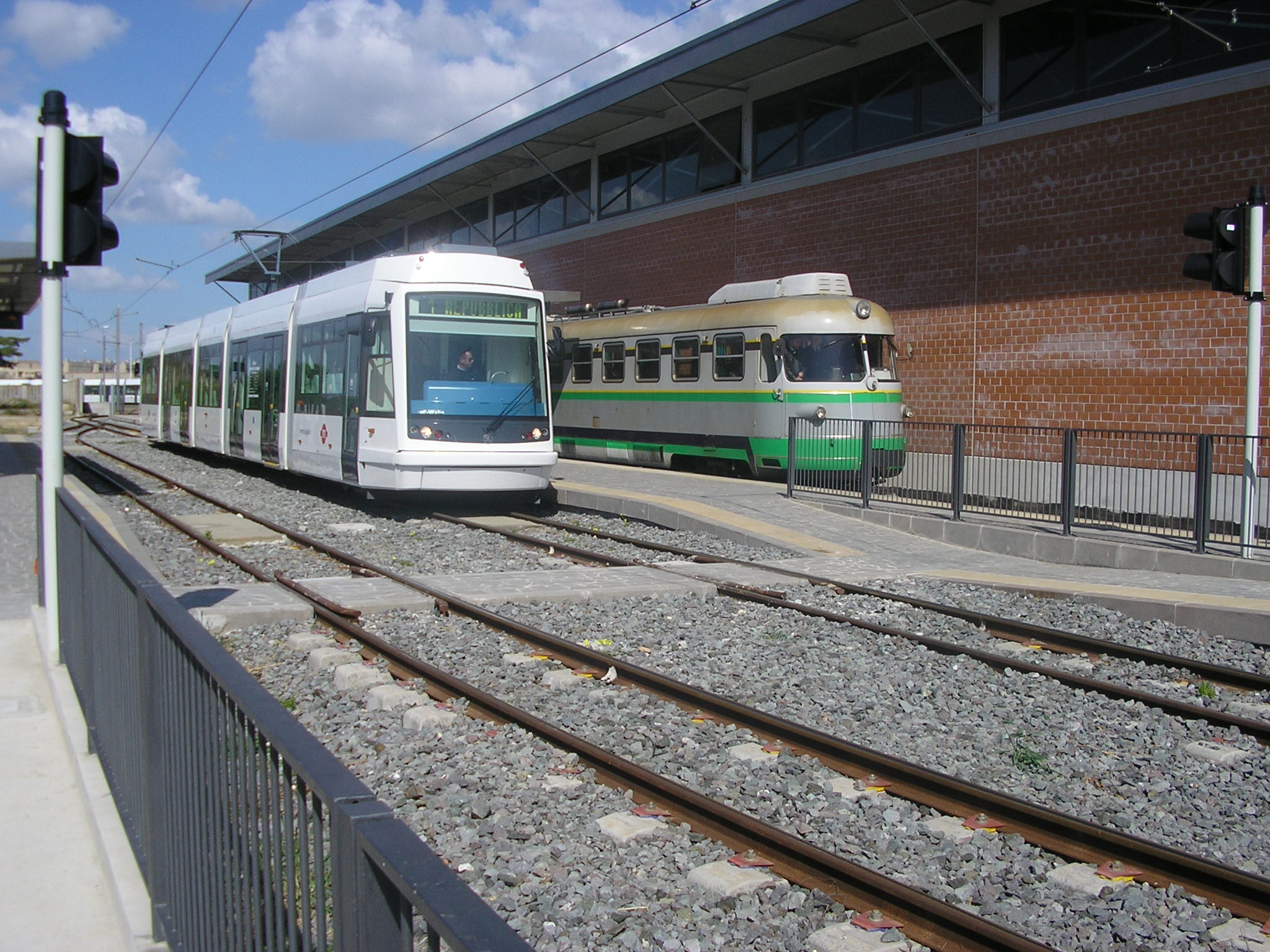
La fermata di San Gottardo, capolinea dal 2008 della ferrovia dove avviene l'interscambio treno-tram con la tranvia di Cagliari

Con riferimento all'orario 2013/2014, la linea è interessata alle seguenti relazioni passeggeri:
- San Gottardo-Dolianova: Relazione effettuata in tempi compresi tra 21 e 26 minuti, nei giorni feriali vengono effettuate 5 corse tra San Gottardo e Dolianova e 7 nel verso opposto. Una coppia di corse è effettuata nei soli giorni scolastici.
- San Gottardo-Mandas: Questo collegamento viene effettuato nei feriali con 5 corse da sud a nord (tempi compresi tra 1 ora e 15 minuti e 1 ora e 27 minuti) e 6 da Mandas verso sud (1 ora e 12 minuti e 1 ora e 25 minuti i tempi delle corse più rapide e meno veloci).
- San Gottardo-Isili: La relazione diretta che copre l'intera linea aperta al traffico ferroviario viene espletata con 3 coppie di corse feriali. I treni impiegano tra l'ora e 33 minuti e l'ora e 43 minuti per raggiungere Isili da San Gottardo e 1 ora e 31 percorrendo la ferrovia da nord a sud.
- Monserrato-Dolianova: La prima corsa del mattino parte dalla stazione ferroviaria di Monserrato anziché dalla fermata San Gottardo: l'unica relazione con questo itinerario che si effettua nei feriali viene espletata in 21 minuti.

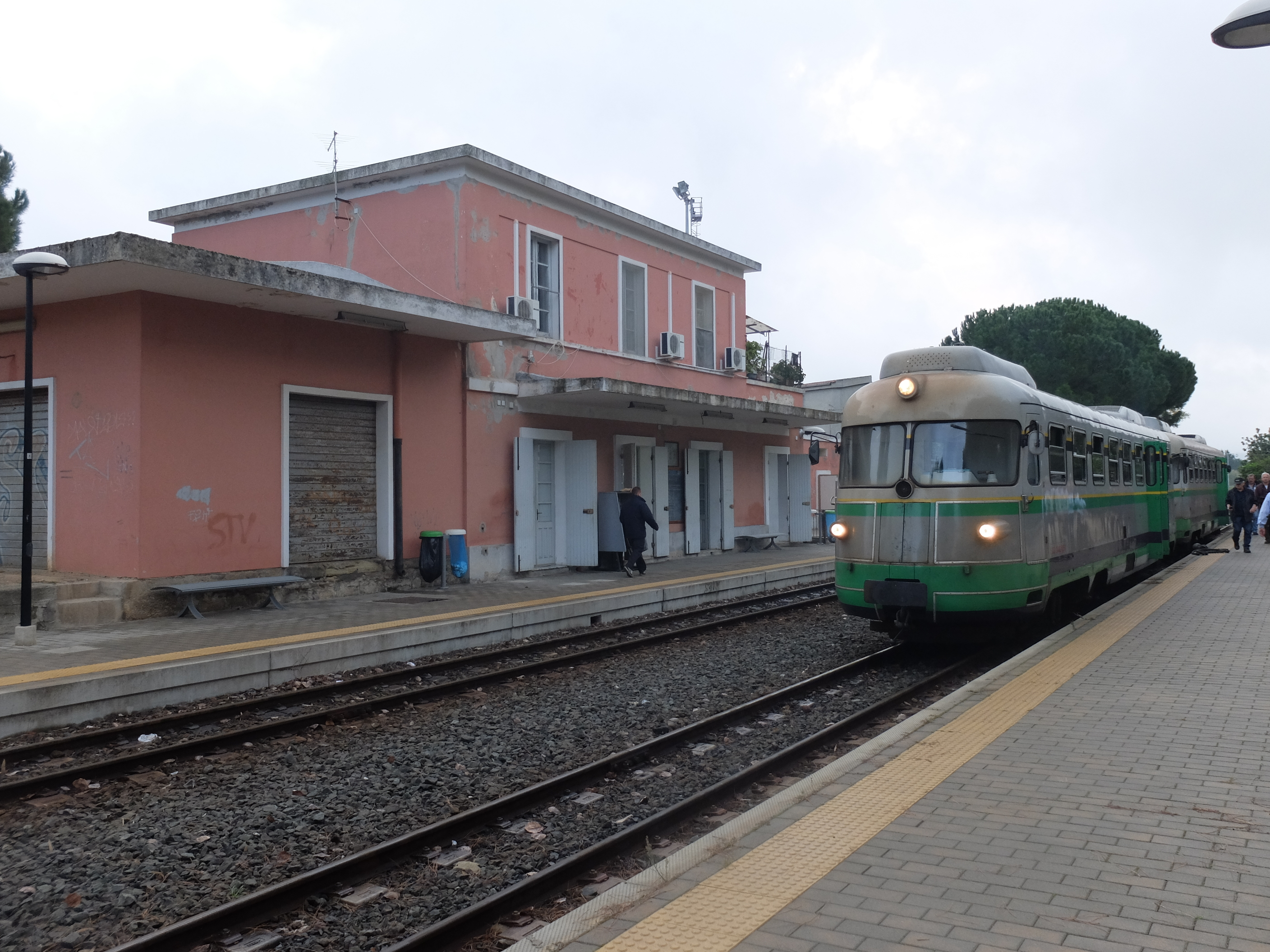
La stazione di Dolianova, estremo di alcune relazioni espletate lungo la ferrovia

- Mandas-Isili: Nei giorni feriali vengono effettuate 3 coppie di corse lungo questa relazione, di cui una coppia con autobus sostitutivi (in coincidenza con il treno in partenza o in arrivo da Monserrato). 17 i minuti necessari per coprire la relazione su ferro, 19 con le autocorse sostitutive.

La ferrovia è attiva solamente nei giorni feriali; in quelli festivi è in funzione un servizio di autolinee sostitutive.
La tratta Cagliari Piazza Repubblica-San Gottardo è dal marzo 2008 espletata dalla rete tranviaria di Cagliari, di cui questo tronco ex ferroviario costituisce la linea 1. L'interscambio tram-treno avviene nel capolinea di San Gottardo.
Le relazioni vengono in gran parte coperte con automotrici: la sede ferroviaria di Monserrato dispone al 2011 di 10 automotrici ADe prodotte da Fiat, Stanga e TIBB tra il 1957 e il 1960 (sottoposte a restyling nel corso degli anni), oltre a 4 ADe Breda/ABB prodotte nel 1995. Per i treni a maggior affluenza vengono utilizzati anche convogli trainati da locomotori LDe Breda/TIBB prodotti tra il 1959 e il 1960, disponibili in 6 esemplari per il compartimento di Cagliari, i cui colori identificativi presenti su locomotori e carrozze sono il celeste e il blu.